# Admiral Graf Spee (1934)
Адміра́л граф Шпе́е (нім. Admiral Graf Spee) — німецький важкий крейсер у складі Крігсмаріне, брав участь у боях Другої світової війни. Був останнім у серії важких крейсерів класу «Дойчлянд», побудованих у мІжвоєнний період. З політичних міркувань задля дотримання умов Версальського договору на час розробки проекту й закладення у 1932 році його класифікували як панцирний корабель (нім. Panzerschiff). У Британії кораблі серії назвали «кишеньковим лінкором» (англ. pocket battleships).
Був першим й останнім кораблем війни, який в час торгової війни у південній півкулі потопив чи захопив без людських жертв 9 англійських кораблів: «Клемент» (SS Clement, 30 вересня 1939), «Гьютон Біч» (SS Hewton Beach, 5 жовтня), «Ешлі» (Ashelea, 7 жовтня), «Гантсмен» (SS Huntsman, 10 жовтня), «Тревеньон» (Trevanion, 22 жовтня), «Африка Шелл» (Africa Shell, 14 листопада), «Дорнік Стар» (Dornic Star, 2 грудня), «Тайроа» (Tairoa, 3 грудня), «Стреоншал» (Streonshalh, 7 грудня).
У битві 13 грудня 1939 біля гирла річки Ла-Плата крейсер вступив в бій з британськими кораблями: важким крейсером «Ексетер» та двома легкими крейсерами класу «Ліндер» — «Аякс» й «Ахіллес». «Ексетер» втратив дві передні башти, передню бойову рубку, дістав інші пошкодження і вийшов з бою, хоча й залишився на плаву. Легкі крейсери також дістали ушкодження. Сам «Адмірал граф Шпее» втратив одну 150 мм гармату, системи очищення моторної оливи, а також інші пошкодження, які змусили капітана корабля Ганса Лянґсдорфа направити крейсер до найближчого нейтрального порту — Монтевідео, переслідуваного на безпечній дистанції британськими легкими крейсерами. Лянґсдорф розраховував здійснити ремонт корабля у порту і дочекатися прибуття німецьких підводних човнів, проте під тиском Британії уряд Уругваю не дозволив Лянґсдорфу залишатися там довго і зобов'язав покинути порт. Одночасно поширювалася дезінформація про швидке наближення британського лінійного крейсера «Рінаун» з 381-мм гарматами й авіаносця «Арк Роял».
17 грудня 1939 за наказом Лянґсдорфа на крейсері знищили усі важливі документи, устаткування, вийшли з порту і у 3 милях від нього крейсер став на якір. Команда підпалила корабель і зійшла на аргентинський буксир. Після вибуху боєприпасів крейсер почав тонути, сів на дно, його палуба й надбудови височіли над водою. Пожежа тривала три дні.
Капітан Лянґсдорф 19 грудня 1939 застрелився у готелі Буенос-Айреса.

## Історія
1 жовтня 1932 року у державній корабельні (нім. Reichsmarinewerft) у Вільгельмсгафен біля міста Кіль заклали останній з нової серії панцирних кораблів, який мав замінити старий лінкор «Брауншвайґ». Його спустили на воду 30 червня 1934, давши ім'я «Адмірал граф Шпее» на честь віце-адмірала Першої світової Максиміліана фон Шпее. Зачислений до Крігсмаріне 6 січня 1936 р. У 1936-37 роках був флагманом ВМФ Німеччини. Під час Громадянської війни в Іспанії разом з кораблями Великої Британії, Італії, Франції під приводом здійснення ембарго на постачання зброї корабель здійснив декілька походів під командуванням контр-адмірала фон Фішера — командувача німецького флоту біля Іспанії — березень-травень, червень-серпень 1937 р., лютий 1938 р. Згодом йому припишуть обстріл Малаги 7 лютого, коли він ще перебував у Кілі.
- Спуск крейсера на воду. 1934
- «Адмірал граф Шпее» (на передньому плані) у Спітгеді, Британія. На задньому плані — британський лінкор «Гуд», перед ним — британський лінкор «Резолюшн». Травень 1937
- Крейсер у 1938.

15 травня 1937 представляв Третій Райх на параді військових кораблів у англійському Спідгеді біля Портсмуту на честь коронації Георга VI. Адмірал граф Шпее став першим кораблем Крігсмаріне, на якому був встановлений радар (модель FuMG 38G початок 1938). Він працював на 82-см хвилях і міг віднайти велику ціль на відстані до 25 км. 1 жовтня 1938 третім капітаном крейсера призначили капітана I рангу Ганса Лянґсдорфа. У січні 1939 пройшов ремонт у Вільгельмсгафені, у березні брав участь в захопленні Клайпедського краю.

### Рейдерський похід

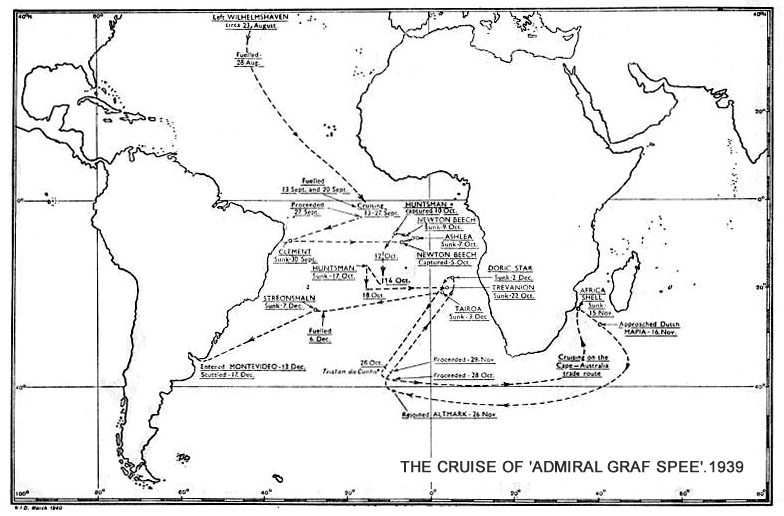
Схема рейдерського походу восени 1939

5 серпня 1939 в Атлантику вийшов корабель постачання «Адмірала Шпее» — «Альтмарк», який 21 серпня покинув базу. 26 вересня капітан Лянґсдорф отримав наказ розпочати бойові дії. З 30 вересня по 7 грудня було захоплено 9 британських кораблів загальним тоннажем 50 089 тонн. 303 полонених членів екіпажів було пересаджено 6 грудня на «Альтмарк» під час заправляння крейсера. Перед поверненням на базу капітан вирішив пройти вздовж узбережжя Південної Америки.

### Битва біля Ла-Плати
- Схема битви при Ла-Платі. 13 грудня 1939
- Акварель, що зображає битву. «Ексетер» (HMS Exeter, на передньому плані), «Ахіллес» (HMNZS Achilles, у центрі на задньому плані), «Адмірал граф Шпее» (справа на задньому плані).

Зранку 13 грудня 1939 біля гирла річки Ла-Плата з лінкора побачили верхівки щогл і сприйняли їх за торгові кораблі із супроводом. Незабаром виявилось, що це щогли англійських військових кораблів: важкого крейсера «Ексетер» та двох легких крейсерів класу «Ліндер» — «Аякс» й «Ахіллес», що йшли під командуванням командора Генрі Гарвуда. Лянґсдорф помилково прийняв легкі крейсери за есмінці і дав наказ збільшити ходу до 28 вузлів/год, вирішивши прийняти бій на середній дистанції, хоча на максимальній швидкості він міг спробувати від них відірватись, чи триматись на максимальній відстані стрільби гармат головного калібру 24-27 км (203 мм Mk VIII «Ексетера» — до 24 км, 152-мм Mk XXIII легких крейсерів — до 21 км). Важкий крейсер і два легкі крейсери розділились, намагаючись охопити кишеньковий лінкор з двох сторін. Лянґсдорф зосередив вогонь допоміжної артилерії на «Аяксі», головного калібру — на «Ексетері», який впродовж 30 хвилин втратив дві передні башти, передню бойову рубку, через затоплення генераторів позбувся можливості наведення гармат задньої башти, керування стерном, зв'язок, 61 моряка вбитими і 23 пораненими). О 07:40 «Ексетер» вийшов з бою з 10° креном на лівий борт і швидкістю 18 вузлів/год. Тим часом легкі крейсери підійшли на близьку відстань і почали обстрілювати німецький лінкор, чий головний калібр вже набув необхідної пристрілки під час бою з «Ексетером». Лянґсдорф наказав одній з башт головного калібру перенести стрільбу по легких крейсерах, снаряди з яких вивели з ладу систему управління вогнем кишенькового лінкора, а самостійне наведення башт вело до значної витрати боєприпасів — це зрештою врятувало «Ексетер» від затоплення. «Адмірал Граф Шпее» втратив одну 150 мм гармату, 36 моряків вбитими, 60 було поранено і що найважливіше — були втрачені запаси провіанту і системи очищення моторної оливи, що загрожувало роботі дизелів, систему опріснення води.
Вогнем з «Адмірала Графа Шпее» на «Аяксі» були виведені з ладу кормові башти, пошкоджені надбудови, але він не втратив ходу і залишався на плаву, як і на «Ахіллесі» з дещо меншими пошкодженнями. Битва завершилась без явного переможця. Два англійські кораблі отримали серйозні пошкодження, але не затонули, а кишеньковий лінкор не міг уникнути переслідування і дійти до Німеччини. Лянґсдорф направив свій крейсер до найближчого нейтрального порту Монтевідео у гирлі Ла-Плати, а легкі крейсери на безпечній відстані йшли за ним, розділились, зайнявши позиції з двох сторін гирла річки.

### Монтевідео
- «Адмірал Граф Шпее» у Монтевідео після битви. Угорі видно радар.
- Ганс Лангсдорф, німецькі міністри і команда корабля на похованні загиблих у битві моряків.

У нейтральному Уругваї «Адмірал Граф Шпее», згідно з міжнародними нормами, міг перебувати два тижні, що було достатнім терміном для ремонту. Поранених моряків розмістили по шпиталях, загиблих поховали з військовими почестями, 27 полонених з захоплених транспортів відпустили. Для блокади Ла-Плати до легких крейсерів приєднався важкий крейсер «Камберленд» — це були єдині кораблі, які впродовж довшого часу могла зібрати тут Велика Британія, але два тижні були достатніми для підходу німецьких підводних човнів, що могли кардинально змінити ситуацію з нерухомими крейсерами. Ситуація мала бути вирішена впродовж короткого часу. Під натиском Великої Британії прихильний уряд Уругваю зобов'язав Лянґсдорфа покинути порт через 72 години — замалий час для ремонту, достатній для потенційного підходу підмоги англійським кораблям. Тому паралельно поширювалась дезінформація через радіоперемовини про швидке наближення лінійного крейсера «Рінаун» з 381-мм гарматами й авіаносця «Арк Ройял», які реально знаходились на відстані близько 4500 км. Для унеможливлення дострокового виходу німецького лінкора використовувалась норма Морського права, що у випадку війни військовий корабель не може покинути порт впродовж 24 годин після виходу торговельного корабля країни-ворога. Тому щодня з порту забезпечували вихід одного англійського торгового корабля. Довше перебування загрожувало інтернуванням команди і доступу англійців до корабля. Англійцям був невідомий стан кишенькового лінкора, який через проблеми з оливою міг пливти лише впродовж одного дня. «Адмірал Граф Шпее» міг спробувати прорвати блокаду, затопивши «Камберленд», але вони підозрювали, що це був «Рінаун» — корабель дещо вищого класу. Лянґсдорф запропонував 16 грудня близько 1.00 командуванню спробувати пробитись до Буенос-Айреса, розташованого трохи далі у гирлі Ла-Плати. Аргентина була лояльніше налаштована до Німеччини і капітан мав надію на кращий вихід з ситуації там. Але майже відразу йому заборонили пересуватись по судноплавному каналу до Буеноса-Айреса, де корабель був позбавлений маневру і міг стати легкою мішенню. Лянґсдорфу наказали здійснити усі можливі дії, окрім інтернування крейсера в Уругваї.

### Затоплення
- Пожежа і затоплення крейсера
- Пожежа і затоплення крейсера
- Пожежа і затоплення крейсера
- Похорон капітана Ганса Лянґсдорфа

17 грудня 1939 Лянґсдорф наказав знищити усі важливі документи, устаткування на кораблі, розкидати боєкомплект по кораблю і о 18:15 «Адмірал Граф Шпее» покинув порт Монтевідео з командою з 40 особами екіпажу (решта перейшла на німецький торговий корабель та скоро перебралась до Аргентини), на очах близько 20 000 спостерігачів, що стояли на березі. Через 3 милі крейсер став на якір на глибині 9 м. Команда підпалила корабель і зійшла на аргентинський буксир. О 19:52 почали детонувати боєприпаси. Крейсер сів на дно, його палуба й надбудови височіли над водою. Пожежа тривала три дні. Капітан Лянґсдорф застрілився 20 грудня у готелі Буенос-Айреса, лежачи у ліжку в парадній формі на прапорі Кріґсмаріне. Його поховано на німецькому цвинтарі міста. Грос-адмірал Еріх Редер 21 грудня видав наказ, що німецькі військові кораблі з повним екіпажем б'ються насмерть до перемоги або тонуть з піднятим прапором.

### Доля решток крейсера
На межі 1939/40 років рештки крейсера вивчали англійці, демонтувавши рештки радара, деякі гармати, панцирні листи, зразки металу з різних конструктивних елементів, чому дещо завадив шторм. Наприкінці січня до Монтевідео прибув американський крейсер «Гелена», екіпаж якого обстежив залишки «Адмірала Графа Шпее». Після 1942 надводні частини почали розбирати на металобрухт.
- Рештки крейсера. 1940
- 150 мм гармата. 2 лютого 1940

У лютому 2004 приватні інвестори і влада Монтевідео спробували підняти рештки лінкора за допомогою плавучого крана з глибини 8 м через загрозу проходу кораблів, проти чого протестував уряд Німеччини, як правовласник військового корабля. 25 лютого підняли панцирний далекомір вагою 27 тонн.
У лютому 2006 підняли бронзового орла з корми корабля висотою 2 м і вагою 400 кг. Фірма, що займалась підійманням, бажала його продати приватним особам за 3 млн. доларів проти волі уряду Уругваю. Це викликало тривалі дебати через побоювання купівлі орла неофашистами. Якір, гвинт, далекомір крейсера стоять на вулицях Монтевідео.
- Якір і далекомір крейсера
- Піднятий кормовий орел

Президент Уругваю Табаре Васкес у 2009 році підписав декрет про заборону на підняття решток крейсера.

## Командири
- Капітан-цур-зее Конрад Патціг (6 січня 1936 — 1 жовтня 1937)
- Капітан-цур-зее Вальтер Варцеха (2 жовтня 1937 — жовтень 1938)
- Капітан-цур-зее Ганс Лангсдорф (жовтень 1938 — 17 грудня 1939)